# Лекінчоара
Лекінчоара (рум. Lechincioara) — село у повіті Муреш в Румунії. Входить до складу комуни Шинкай.
Село розташоване на відстані 280 км на північний захід від Бухареста, 17 км на північний захід від Тиргу-Муреша, 63 км на схід від Клуж-Напоки, 144 км на північний захід від Брашова.

## Населення
За даними перепису населення 2002 року у селі проживали 109 осіб, з них 106 осіб (97,2%) румунів. Рідною мовою 108 осіб (99,1%) назвали румунську.